# Tylogonus miles
Tylogonus miles là một loài nhện trong họ Salticidae.
Loài này thuộc chi Tylogonus. Tylogonus miles được Eugène Simon miêu tả năm 1903.